# Dumbrava (Mehedinți)
Dumbrava è un comune della Romania di 1782 abitanti, ubicato nel distretto di Mehedinți, nella regione storica dell'Oltenia. 
Il comune è formato dall'unione di 11 villaggi: Albulești, Brâgleasa, Dumbrava de Jos, Dumbrava de Mijloc, Dumbrava de Sus, Golineasa, Higiu, Rocșoreni, Valea Marcului, Varodia, Vlădica.
Dumbrava ha dato i natali al filosofo Alexandru Boboc (1930).